# Nacional III
Nacional III è un film del 1982 diretto da Luis García Berlanga.